# Галтай
Галтай (рос. Галтай) — улус Мухоршибірського району, Бурятії Росії. Входить до складу Сільського поселення Калинівського.
Населення — 446 осіб (2015 рік).